# Convento de São Felipe

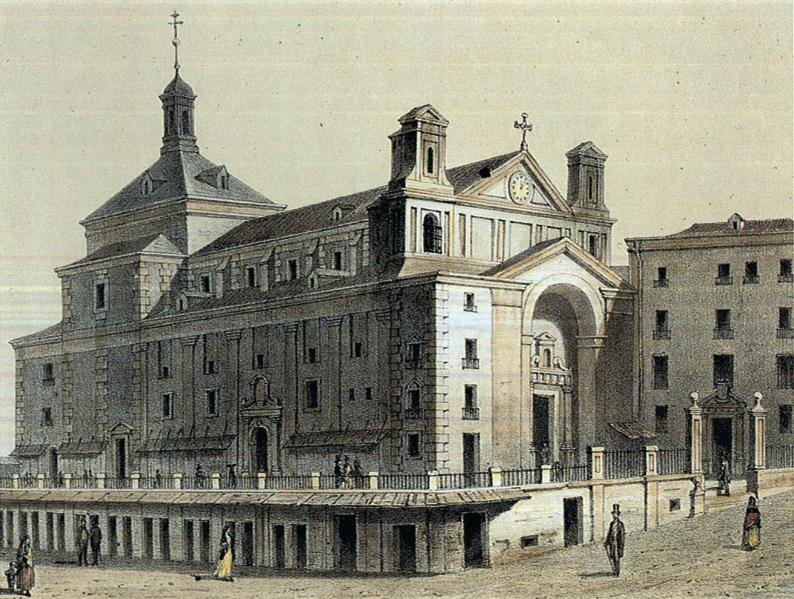
Convento de São Filipe.

O Convento de São Filipe (Castelhano: Convento de San Felipe el Real) foi um antigo convento Agostiniano de Madrid, situado  junto à Porta do Sol, construído nos séculos XVI e XVII.
Em 13 de Fevereiro de 1836 foi ordenada a sua demolição, que foi concretizada em 1838. 
No seu lugar estão agora as chamadas "Casas de Cordero", construídas entre 1842 e 1845.